# 미즈호촌 (지바현 산부군)
미즈호촌(瑞穂村)은 지바현 산부군에 일찍이 존재했던 촌이다. 

## 역사
- 1889년 4월 1일 - 정촌제 시행에 수반해 야마베군 미즈호촌이 성립하였다.
- 1897년 4월 1일 - 야마베군, 무사군이 통합해 산부군이 되었다.
- 1951년 4월 1일 - 오아미정, 야마베정과 합병해, 새로운 오야미정을 신설해, 미즈호촌은 폐지되었다.

## 교통

### 철도
- 국철 (현 JR동일본)
  - 소토보 선

현재 나가타역은 옛 촌내에 존재하지만, 미즈호촌이 존재하던 시기에는 개업하지 않았다. 

### 도로
- 현재의 국도 128호선(합병 후 1965년 제정)